# Тексаско клане: Началото
„Тексаско клане: Началото“ (на английски: The Texas Chainsaw Massacre: The Beginning) е американски слашър филм на ужасите от 2006 г., предистория на Тексаско клане от 2003 г.

## Актьорски състав
- Джордана Брустър – Криси
- Тейлър Хендли – Дийн Хил
- Диора Берд – Бейли
- Мат Бомър – Ерик Хил
- Лий Тергесен – Холдън
- Роналд Лий Ърми – Чарли Хюит, мл. / шериф Хойт
- Андрю Бринярски – Томас Хюит (Коженото лице)